# The Call (film 1910)
The Call è un cortometraggio muto del 1910 diretto da David W. Griffith e interpretato da Florence Barker e Henry B. Walthall.
È il secondo film girato da Fred Mace; tra gli altri attori, anche Mary Pickford e la futura sceneggiatrice dei film di Cecil B. DeMille, Jeanie Macpherson

## Trama
Edith è una povera ragazza che lavora come ballerina in un circo dove viene sfruttata. Quando è mandata via perché non rende più nello spettacolo, viene soccorsa da Amos, un giovane mercante che l'accoglie a casa e che si prende cura di lei. Per la prima volta nella sua vita, Edith viene trattata con amore: la ragazza sente nascere nel suo cuore un sincero affetto per Amos e accetta di sposarlo. La loro vita scorre felice finché, un giorno, la nostalgia per il circo la riprende e lei lascia un biglietto di addio al marito. Ma ben presto Edith si rende conto dell'errore che ha fatto e, pentita, si precipita a casa dove per fortuna il marito non ha ancora visto la lettera che lei gli aveva lasciato.

## Produzione
Il film fu prodotto dalla Biograph Company e venne girato a Fort Lee, nel New Jersey.

## Distribuzione
Il copyright del film, richiesto dalla Biograph Co., fu registrato il 22 gennaio 1910 con il numero J137557. Il film - un cortometraggio in una bobina - uscì nelle sale statunitensi il 20 gennaio 1910, distribuito dalla Biograph Company.